# 해피 맥

해피 맥(Happy Mac)은 애플의 운영체제 구동 중 아이폰, 맥북, 매킨토시 컴퓨터가 웃는 듯한 화면이 뜨는 것이다. 아이폰, 맥북, 매킨토시 컴퓨터가 우는 듯한 화면을 보여주는 새드 맥과 달리 해피 맥은 웃는 표정을 하고 있다.

## 나타나는 이유
- 기본적으로 매킨토시 컴퓨터를 부팅했을 때, 모든 실행 준비가 끝나면 나타난다.[1]
- 수십여개의 응용 프로그램을 동시에 실행하여 속도를 느리게 하거나, CPU 사용량이 큰 앱을 사용하면 나타나는 것으로 알려져 있다.